# Сви свети
Сви свети (лат. Sollemnitas Omnium Sanctorum) је хришћански празник, када се славе сви свеци, како они које је црква службено прогласила светима, тако и они за које се верује да су свети.
Римокатолици га славе 1. новембра.

## Православље
У православним црквама овај се празник слави прве недеље по Духовима, те означава завршетак Ускрсног дела литургијске године. На дан Свих светих служе се свете литургије у црквама и на гробљима. Традиционално се на гробљима полажу венци и пале се свеће.